# 加富爾站
加富爾站（義大利語：Cavour）是羅馬地鐵的一個車站。加富爾站是開通於1955年2月10日，是羅馬地鐵B線的車站。站名來自於附近的加富爾路。

## 外部連結
- The station on（页面存档备份，存于） ATAC.